# Julianów (Błędów)
Pour les articles homonymes, voir Julianów.
Julianów (prononciation : [juˈljanuf]) est un village polonais de la gmina de Błędów dans le powiat de Grójec de la voïvodie de Mazovie dans le centre-est de la Pologne.

## Histoire
De 1975 à 1998, le village appartenait administrativement à la voïvodie de Radom.